# Val
Ordet Val stammer fra nordisk mytologi og dækker over "de faldne i kamp". Må ikke forveksles med einherjer. Forskellen består i at einherjerne er de udvalgte – valgt af valkyrierne for at drage til Valhal, mens Val må drage til Hel.
"Faldet på valen". Betn. modrn. Dansk: "faldet af på den".